# Pandora (grupo musical)
Pandora es un grupo musical femenino mexicano de balada pop, pop latino y música mexicana formado en 1985 en la Ciudad de México. El grupo tiene más de 13 millones de copias vendidas de su discografía,  y ha recibido 46 discos de oro y 15 de platino. Ha lanzado 18 álbumes de estudio, cuatro en directo y más de cincuenta recopilatorios. Actualmente, está conformado por María Fernanda Meade del Valle (Nacida el 16 de octubre de 1963) y las hermanas María Isabel Lascurain Arrigunaga (Nacida el 27 de mayo de 1959) y María Teresa Lascuráin Arrigunaga "Mayte" (Nacida el 14 de noviembre de 1960).
Inicialmente, Fernanda Meade fue parte de la agrupación hasta 1989, siendo sustituida temporalmente por Liliana Abaroa Suzarte durante siete años (1989-1996).
La canción «¿Cómo te va mi amor?», la más representativa de su discografía es una composición del cantante y compositor nicaragüense Hernaldo Zúñiga, la cual en 1987 estuvo nominada al Grammy en la categoría pop latino. A finales de 2007, se incluyó en la lista del canal VH1 de Las 100 grandiosas canciones de los años 1980 en español, ubicándose en el puesto 16. 
Su música ha trascendido fronteras y generaciones, consolidándose como un ícono global y ostentan el título de la agrupación femenina con mayor duración de la historia. 
Actualmente, se encuentran compartiendo la gira "Inesperado tour", junto al grupo musical Flans.

## Biografía

### 1981-1984: Inicios
Durante su estancia escolar las hermanas Lascuráin participaron en diversos festivales musicales junto a otras compañeras, haciéndose llamar Las Jeans. Posteriormente deciden juntarse con Fernanda Meade, formando Trébol, grabando un LP, El día que me quieras (1981), para RCA Víctor. Entre los años 1981 a 1984 se dedicaron a hacer coros a artistas como Emmanuel, Pedro Vargas y Timbiriche, grabando jingles para comerciales de televisión.[cita requerida]
Isabel y Fernanda en el año 1984 forman parte de un proyecto televisivo en Televisa llamado Fans producido por Mildred Villafañe el cual abandonarían más tarde para formar su propio grupo. Teniendo el 29 de noviembre de ese mismo año la oportunidad de firmar un contrato discográfico con el sello de EMI Capitol de México tras audicionarlas el productor y director artístico Luis Moyano, teniendo como productor ejecutivo a Miguel Blasco. Ambos lanzaron Pandora. Bautizadas así por ser el primer trío femenino en México, y por ser la primera mujer creada sobre la faz de la tierra en la mitología griega, ideas que las intérpretes se apropiaron inmediatamente.

### 1985-1986: Álbum homónimo yOtra vez
Hizo su debut en el programa televisivo Siempre en domingo de Raúl Velasco, el 2 de junio de 1985, interpretaron dos temas, su primer sencillo, el tema compuesto por Hernaldo Zúñiga, «¿Cómo te va mi amor?» y «Cuando no estás conmigo» de J.R. Flórez. El 7 de junio de 1985 se lanza al mercado su primer álbum llamado Pandora, en diciembre de ese año reciben el trofeo de los 15 grandes de Siempre en domingo.[cita requerida] También adquieren el trofeo El Heraldo como revelación musical del año. El álbum Pandora también contiene los temas «Tarde o temprano», “De mil maneras”, «Déjame», «Quiéreme más» de la compositora brasileña Denisse de Kalaffe y «Para escribir tu nombre».
El 27 de abril de 1986, son invitadas al homenaje que se le realiza a Pedro Vargas por sus 80 cumpleaños. En mayo reciben el Premio TVyNovelas como mejor grupo vocal del año, donde cantan a dúo con Luis Miguel el tema «¿Cómo te va mi amor?». Su segundo álbum Otra vez es lanzado en julio de 1986, del cual destacan los temas como: «Solo él y yo» y «Alguien llena mi lugar» (ambos de Hernaldo Zúñiga), entre otros. En el mes de agosto se presentan con Plácido Domingo en su concierto Plácido y sus amigos en el Amphitheater de Los Ángeles, California con Julie Andrews, Frank Sinatra y John Denver. El 26 de octubre de 1986 representan a México en el Festival Mundial Popular de la Canción Yamaha en Tokio, Japón, con la canción «Adorable ladrón».

### 1986-1988:Huellas y Buenaventura
El 7 de noviembre de 1986 la compañía EMI lanza el disco navideño Eterna navidad en el cual la banda participó con el tema «Los peces en el río» y con la Hermandad interpretan «Ven cantar». 
En febrero de 1987 se presentan en el Festival Viña del Mar en Chile, donde son ganadoras de la Antorcha de Plata., en dicho certamen actuaron dos noches. A mediados de año lanzan su tercer disco, Huellas, el cual contiene canciones como  «Mi hombre», «Cinco minutos de amor» y «Ella se llenó de amor»; esta última se usó como música de fondo en la telenovela Quinceañera en las escenas de Ernesto Laguardia y Adela Noriega.[cita requerida] En septiembre de ese año, participan en el Festival OTI con el tema «Los amantes», compuesto por Gloria Campos y Fernando Riba, y lanzan el sencillo «Fuera de mi corazón» con un disco de versiones remix a principios de 1988. A finales de año graban la canción «No hay mal que por bien no venga», interpretada junto al cantante puertorriqueño José Feliciano.
A comienzos de 1988 participan en un álbum infantil de su disquera EMI llamado Érase una vez con el tema «Ay, ay, ay», donde también participaron Yuri, Manuel Mijares y Fandango. A finales de 1988 lanzan su cuarto álbum Buenaventura. El disco contiene temas como «Atrapada», «No puedo dejar de pensar en ti», «Hay que empezar desde abajo» y «Buenaventura». Aparecen en el programa de variedades Mala noche, no de Verónica Castro en el que interpretan temas de «Buenaventura».[cita requerida]

### 1989-1991:999 razones y Con amor eterno Vol I
El exceso de trabajo y una mala relación con su representante Cucú Estévez, hicieron que Fernanda Meade decidiera dejar Pandora. El 14 de mayo de 1989 es la última aparición de Fernanda con Pandora, en el programa Siempre en domingo, interpretando «¿Cómo te va, mi amor?». Isabel y Mayte inician una campaña publicitaria para buscar a la tercera Pandora, audicionó miles de jóvenes, eligiendo al fin a Liliana Soledad Abaroa Suzarte (Nacida el 24 de febrero de 1968) para la nueva etapa de Pandora.          El primer disco que grabaron con Liliana fue 999 razones lanzado el 12 de diciembre de 1989 del que destacó el tema de Franco de Vita «Ni tú ni yo». Posteriormente lanzan canciones como «Todavía» (de Hernaldo Zúñiga), «Un mal amor» y el primer cover que le hacen al compositor Juan Gabriel «No me arrepiento de nada». Otros temas de este disco fueron «Era mejor» y «Esta vez» que también tuvieron buena aceptación. 
En el programa La movida conducido por Verónica Castro en 1991 hizo gala de cantar varios temas de su primer LP y a mediados de ese año iba ya a grabar su nuevo material. Su último sencillo promocional fue «Quiéreme». En febrero de 1991 el primer disco tributo a Juan Gabriel titulado ...Con amor eterno, destacando el popurrí «Debo hacerlo/Caray/Querida/Me nace del corazón», «No lastimes más» y el tema de «Con tu amor».

### 1992-1995:Ilegal,Con amor eterno Vol IIyConfesiones
Para el año de 1992 lanzan el disco de covers traducidos al español de los años 70 titulado Ilegal producido por Horacio Lanzi y Graciela Carballo abre con una versión en español de la canción «Matándome suavemente» que realizó Isabel Lascuráin junto con Graciela Carballo.  Alcanzan el número uno en la lista de Billboard Hot Latin Tracks, con su versión de «Without You», titulada «Desde el día que te fuiste», extraída del mismo álbum destacando también los temas «Rezo una oración por ti» y «Puede ser genial», con la participación especial en los coros de Ricardo Montaner. 
En 1993 graban ...Con amor eterno Vol II, y todos los temas son seleccionados por el propio Juan Gabriel. Contiene temas como «Cuando quieras déjame» y «Mi fracaso» lanzados en 1993 y 1994. 
En 1995, graban el concepto Confesiones, producido por el maestro Bebu Silvetti. «¿Qué sabes de amor?» de Alberto La Torre, es el primer sencillo de este disco con el que celebran una década haciendo un recorrido musical con los géneros grabados. Otros temas que destacan de este disco son: «Sería capaz», «Y ven», «No quiero verte más» y «No me vuelvas a buscar», haciendo de estos dos últimos temas versiones remix para radio.

### 1996-1997:Hace tres noches apenas
En 1996,Liliana deja Pandora, argumentó que se había casado para estar con su esposo y formar un hogar.[cita requerida] Se despide el 23 de mayo de 1996 en el programa Un Nuevo Día. Fue entonces su mánager, Fernando Iriarte, quién decide llamar a Fernanda Meade, comentando: «O Fernanda regresaba a Pandora o Pandora se desintegra».[cita requerida] En 15 de julio de 1996 regresa Fernanda a Pandora, en el escenario del programa Viva el Lunes que se trasmitía desde Santiago de Chile por la cadena Canal 13.[cita requerida]
En septiembre de 1997 presentan su primer y único disco de corte ranchero titulado Hace tres noches apenas, con temas como «De qué manera te olvido», «Un mundo raro», «Cucurrucucú Paloma», «Fallaste corazón» y un popurrí ranchero. Su primer sencillo fue «¿Después de ti, qué?», le siguió «Un beso y una flor». También incluyeron temas inéditos de Oscar Meade, padre de Fernanda, Gil Rivera y el huapango «Ya me dijeron» de Raúl Ornelas, Jaime Flores y Luis Carlos Monroy. Invitan al trío a interpretar el tema de la telenovela de Televisa La usurpadora. En la segunda reedición de Hace tres noches apenas pese a no ser parte del corte del disco incluyen «La usurpadora» como Bonus track. Dicha canción se convirtió en un gran éxito comercial para el grupo.

### 1998-2003:Vuelve a estar conmigo y En carne viva
El 8 de mayo de 1998 graban su primer disco en vivo titulado Pandora 1985-1998, en el Teatro Metropólitan, álbum doble que reeditarían en 2003 bajo el título de Pandora en vivo. Para el mes de agosto de ese mismo año, comienza la grabación de Vuelve a estar conmigo que es presentado hasta 1999 con el tema de Francisco Céspedes «Ya no es lo mismo» y otros temas de corte caribeño como «Coronita de Flores», de Juan Luis Guerra, «Gotitas de miel» de Raúl Ornelas y Reyli y «Para vivir» de Pablo Milanés.[cita requerida]
En el año de 1999 la disquera EMI Music aprovecha los 15 años del grupo y lanza una edición especial de todos los discos grabados por Pandora a la que llamaron Pandora XV años, una historia. En ese mismo año participa en el disco Mis amigos y mis canciones de Roberto Cantoral con el tema «Reloj».[cita requerida]
En 2002, bajo el sello de Sony BMG lanzan el disco tributo a Manuel Alejandro bajo el nombre de En carne viva, este disco incluye dos cuartetos, uno con Emmanuel «Todo se derrumbó dentro de mí» y «Si la noche de anoche volviera» con el grupo Los Lobos, además del clásico «Frente a frente» popularizado por Jeanette en 1981.

### 2004-2007: Retiro oficial yPor eso... Gracias
En 2004 se despiden de los escenarios con el disco Por eso... gracias, haciendo un homenaje a varios grandes de la música. Para este disco se realizó una nueva versión de la canción «¿Cómo te va mi amor?». También incluyeron temas inéditos de Reyli, Claudia Brant y el dueto Sin Bandera. El 12 y 19 de noviembre de 2005 ofrecen sus últimos conciertos de despedida en el Auditorio Nacional.[cita requerida]
El 13 de febrero de 2006 graban un disco doble CD-DVD llamado En acústico, en donde plasman en versiones acústicas lo mejor y más representativo de su repertorio musical. Este es lanzado a la venta en el mes de mayo de ese mismo año. En ese mismo año, Isabel debuta como productora ejecutiva del disco Buenas noches, donde participan cantantes como: Alejandro Fernández, Tatiana, Erik Rubín entre otros, así como Pandora con un tema escrito por Isabel dedicado a su hijo José Manuel.[cita requerida]

### 2010-2014: Regreso musical,De plata y En el camino
El grupo cumplió en el año 2010, 25 años de trayectoria artística, para ello lanzaron el álbum Pandora: de plata. Contiene once temas: cuatro duetos, tres canciones inéditas y cuatro versiones de sus clásicos. El álbum, un trabajo con orquesta sinfónica y toques de pop, fue producido por Memo Gil con arreglos de Mario Santo. Además, destaca por las colaboraciones con Noel Schajris, Ilse y Mimi del grupo Flans, Kalimba y Gianmarco. El primero de noviembre salió a la venta un disco doble y un DVD con el título Pandora XXV años en vivo, que se grabó en su primera presentación del Auditorio Nacional en la Ciudad de México el 21 de mayo de 2011.
Bajo el título Los 28 momentos de Pandora, estrenan por sus plataformas oficiales varios videos de anécdotas de su discografía, conciertos, detrás de cámaras, entre otros para conmemorar sus 28 años de trayectoria. Fue grabado mientras preparaban su nuevo material discográfico En el camino.  El 27 de agosto de 2013, lanzan «Se solicita un amor» el primer sencillo. El disco fue estrenado 10 de septiembre de 2013. El 6 de mayo de 2014 lanzan una edición especial del mismo, el cual contiene un DVD con seis duetos hechos con los autores de las canciones. Adicionalmente, a finales de ese año, participan en la telenovela Mi corazón es tuyo, del productor Juan Osorio, con una participación especial haciendo los papeles de las primas del protagonista Jorge Salinas.

### 2015-2016:Pandora 30yNavidad con Pandora
Para celebrar sus 30 años de trayectoria, preparan un disco de temas inéditos. El 23 de junio de 2015, lanzaron «Demasiado cielo», primer sencillo del álbum Pandora 30, con el cual celebraron 30 años de carrera artística. El disco incluye colaboraciones con Carlos Rivera y Samo. Pandora Al cubo Tour es el título de la gira musical para la promoción del disco, que inició en noviembre en San Luis Potosí. El segundo sencillo «La otra mujer» fue lanzado en marzo de 2016, y en junio es estrenado el videoclip del sencillo dividiéndolo en dos partes, una de ellas presentando el tema «Buena suerte».
Durante las últimas promociones de Pandora 30 las integrantes mencionaron estar en planes de un disco navideño. La noticia se hizo oficial en septiembre de 2016 cuando por medio de las redes sociales confirman su nuevo disco Navidad con Pandora nuevamente con Sony Music pero ahora con Ari Borovoy como Mánager.[cita requerida] El álbum incluye un CD + 13 vídeos en DVD. El álbum cuenta 14 temas entre ellos covers tradicionales navideños, una nueva versión del Ave María en a capela y algunos villancicos traducidos al español por Isabel y Fernanda del grupo.

### 2019:Más Pandora que nunca
En noviembre de 2018, el grupo estrenó su nuevo sencillo, «Me vas a extrañar» a dueto con Joss Favela, un cover adaptado a pop de la Banda MS. El tema fue el primer sencillo de su nuevo álbum. En diciembre, se lanza el segundo sencillo, la versión «Me muero» de la Quinta Estación, a dueto con la cantautora original del tema Natalia Jiménez.  Posteriormente, se lanzó el último sencillo «Mientes tan bien»a dueto con Noel Schajris y Leonel García de Sin Bandera. Tras esto, se revelan dos adelantos más antes del estreno del álbum, los temas «El amor de su vida» y «Adiós amor» de Julión Álvarez y Christian Nodal respectivamente.
El 22 de febrero de 2019, se estrena oficialmente Más Pandora que nunca, la décima octava producción de estudio del grupo. El concepto del disco fue reversionar 13 canciones que fueron éxitos en voz de otros artistas de las dos últimas décadas. Se grabaron 10 videoclips, cuatro de ellos con la participación de Joss Favela, Natalia Jiménez, Sin Bandera y Reik. El disco se colocó en la primera posición de ventas en México en las listas de AMPROFON, durante tres semanas consecutivas.[cita requerida] Después de una serie de conciertos realizados en Estados Unidos por Pandora y Yuri entre 2017 y 2018, estrenan Juntitas Tour por primera vez en México en el Auditorio Nacional el 8 de marzo de 2019 coincidiendo con el día de la mujer. En mayo, inició el tour Más Pandora que nunca en la Arena Monterrey, continuando en diversas ciudades de México y Latinoamérica.

### 2020: Proyectos en pausa y 35 años de Pandora
Debido a la contingencia por la pandemia de Covid-19, la gira "Más Pandora que nunca" fue puesta en pausa mientras que el "Juntitas Tour" con Yuri fue cancelado así como los espectáculos que se tenían programados. También se había confirmado que dos nuevos discos estaban en desarrollo, proyectos que también fueron pausados.  
Bajo estas circunstancias, las integrantes tomaron un descanso, haciendo unas pocas presentaciones especiales en televisión y enfocándose cada una en proyectos personales. Así mismo decidieron celebrar el 35 aniversario del grupo, lanzando una serie de medleys con sus canciones más representativas. 
En diciembre de 2021 estrenaron el sencillo navideño "Gaspar, Melchor y Baltasar".

### 2021-2024: Regreso a los escenarios y gira conFlans
A principios de 2021, el grupo retomó actividades a excepción de los conciertos en vivo. Confirmaron que estaban trabajando en una nueva gira en conjunto, esta vez con el grupo musical Flans. Un proyecto que estaba siendo desarrollado desde hace tiempo y al que llamaron Inesperado Tour, debido a que ambos grupos eran considerados competencia en los años 80. La gira inició en noviembre en Tijuana, marcando la primera presentación en vivo del grupo desde que inició la pandemia. La gira ha continuado por diversas ciudades de México, Centro y Sudamérica con gran éxito.
En diciembre de 2022 publican un nuevo single navideño titulado "Noche de ¿paz?" que graban por invitación de Netflix para la película Reviviendo la Navidad. Este proyecto marca la primera vez que la agrupación participa en una banda sonora original de una película.
El 9 de diciembre estrenan el álbum en vivo de la gira con Flans Inesperado Tour derivado de su presentación en el Auditorio Nacional del mismo año y bajo el sello de Sony Music nuevamente. El álbum recorre los éxitos de ambas agrupaciones con 30 canciones y más de dos horas de duración.

### 2025: 40 años de Pandora
A finales de 2024, el grupo empezó a organizar los preparativos por sus 40 años de trayectoria. En marco de la celebración, el 2 de junio de 2025, fecha en la que debutaron cuarenta años atrás en Siempre en Domingo, estrenaron un medley remix titulado «40 non stop» de sus cinco temas más importantes, reproducidos y exitosos, conformado por «Cómo te va mi amor», «No puedo dejar de pensar en ti», «Como una mariposa», «Cuando no estás conmigo» y «Sólo él y yo».  
Así mismo, confirmaron el estreno de Pandora 40: Porque el tiempo ha sido aliado, un libro recopilatorio con las memorias de la historia del grupo y de sus tres integrantes, elaborado por el fotógrafo Eduardo Meade, hermano de Fernanda, quien realizó una investigación bibliográfica exhaustiva. En adición el grupo estrenará su décimo noveno álbum de estudio en agosto para continuar con las celebraciones.  

## Discografía
Álbumes de estudio
- 1985: Pandora
- 1986: Otra vez
- 1987: Huellas
- 1988: Buenaventura
- 1989: 999 razones
- 1991: Con amor eterno
- 1992: Ilegal
- 1993: Con amor eterno vol. II
- 1995: Confesiones
- 1997: Hace tres noches apenas
- 1999: Vuelve a estar conmigo
- 2002: En carne viva
- 2004: Por eso... Gracias
- 2010: De plata[72]
- 2013: En el camino
- 2015: Pandora 30
- 2016: Navidad con Pandora
- 2019: Más Pandora que nunca
- 2025: Pandora 40

Álbumes en vivo
- 1998: Pandora 1985/1998
- 2006: En acústico
- 2011: XXV años en vivo
- 2022: Inesperado Tour (con Flans)

## Tours
- 1985: Como te va mi Amor
- 1986: Pandora otra Vez
- 1987: Huellas
- 1988 - 1989: Buenaventura
- 1990: 999 Razones
- 1992: Ilegal 92´
- 1993 - 1994: De Serenata
- 1995 - 1996: Tour Confesiones
- 1997: Hace Tres Noches Apenas
- 1998: Pandora en Vivo
- 1999: Vuelve a estar Conmigo
- 2000 - 2001: Pandora en Concierto
- 2002 - 2003: Pandora en Carne Viva
- 2004 - 2005: Por eso Gracias, La gira del adiós
- 2010-2011: De Plata Tour[73]
- 2012 - 2013: Pandora de Corazón
- 2013-2015: En el Camino Tour[74]
- 2015-2017: Pandora al Cubo Tour[75]
- 2017-2020: Juntitas Tour con Yuri
- 2018-2025: Más Pandora que Nunca Tour[76]
- 2021-: Inesperado Tour con Flans
- 2025: Pandora 40

## Premios y nominaciones

#### Premios Grammy
| Año  | Trabajo nominado   | Premio                    | Resultado | Ref    |
| ---- | ------------------ | ------------------------- | --------- | ------ |
| 1987 | Cómo te va mi amor | Mejor Álbum de Pop Latino | Nominadas | [ 77 ] |
| 1992 | Con amor eterno    | Mejor Álbum de Pop Latino | Nominadas | [ 6 ]  |

#### Premios Lo Nuestro
| Año  | Trabajo nominado | Premio                  | Resultado |
| ---- | ---------------- | ----------------------- | --------- |
| 1990 | Ellas mismas     | Mejor Dúo o Grupo Pop   | Nominadas |
| 1991 | Con amor eterno  | Mejor Álbum Pop del Año | Ganadoras |
| 1992 | Ellas mismas     | Mejor Dúo o Grupo Pop   | Ganadoras |
| 1993 | Ilegal           | Mejor Álbum Pop del Año | Nominadas |
| 1994 | Ellas mismas     | Mejor Dúo o Grupo Pop   | Nominadas |
| 1998 | Ellas mismas     | Mejor Dúo o Grupo Pop   | Nominadas |